# Suka Merindu (Semidang Aji)
Suka Merindu is een bestuurslaag in het regentschap Ogan Komering Ulu van de provincie Zuid-Sumatra, Indonesië. Suka Merindu telt 729 inwoners (volkstelling 2010).